# MTV Europe Music Awards 2007
14-та щорічна музична премія MTV Europe Music Awards відбулася в Olympiahalle в Мюнхені, Німеччина 1 листопада 2007 року. Шоу отримало загалом 78 мільйонів голосів, що стало найбільшим в історії MTV Europe Music Awards.
Гурт Foo Fighters відкрив шоу, а фронтмен Дейв Грол був ведучим VIP-майданчик «Гламурна яма», беручи інтерв'ю у зірок у прямому ефірі. Того ж вечора виступили Авріл Лавін, Емі Вайнгауз з піснею «Back to Black», Tokio Hotel, will.i.am та Babyshambles.
Ведучими церемонії були Джосс Стоун, модель Лілі Коул, Майкл Стайп з гурту R.E.M. та пілот Формули-1 Льюїс Гамільтон.

## Номінації
Переможців виділено Жирним.

### Найкраща пісня
- Бейонсе та Шакіра — Beautiful Liar
- Неллі Фуртаду — All Good Things (Come to an End)
- Авріл Лавін — Girlfriend
- Міка — Grace Kelly[en]
- Ріанна (за участі Jay-Z) — Umbrella
- Емі Вайнгауз — Rehab[en]

### Найкраще відео
- Bat for Lashes — What's a Girl to Do?[en]
- The Chemical Brothers — The Salmon Dance
- Foo Fighters — The Pretender[en]
- Justice — D.A.N.C.E.[en]
- Джастін Тімберлейк — What Goes Around... Comes Around[en]
- Каньє Вест — Stronger

### Найкращий альбом
- Akon — Konvicted[en]
- Неллі Фуртаду — Loose
- Авріл Лавін — The Best Damn Thing
- Linkin Park — Minutes to Midnight
- Емі Вайнгауз — Back to Black

### Найкращий сольний виконавець
- Крістіна Агілера
- Неллі Фуртаду
- Авріл Лавін
- Міка
- Ріанна
- Джастін Тімберлейк

### Найкращий гурт
- Fall Out Boy
- Good Charlotte
- Linkin Park
- My Chemical Romance
- Tokio Hotel

### Нове звучання Європи
- Bedwetters
- Firma
- Yakup

### Найкращий рок-виконавець
- Thirty Seconds to Mars
- Evanescence
- Fall Out Boy
- Linkin Park
- My Chemical Romance

### Найкращий урбан-виконавець[en]
- Бейонсе
- Gym Class Heroes[en]
- Ріанна
- Timbaland
- Джастін Тімберлейк
- Каньє Вест

### Найкращий гедлайнер
- Arctic Monkeys
- Бейонсе
- Foo Fighters
- Muse
- Джастін Тімберлейк

### Найкращий міжнародний виконавець[en]
- Thirty Seconds to Mars
- Depeche Mode
- Fall Out Boy
- My Chemical Romance
- Tokio Hotel

### Artist's Choice[en]
- Емі Вайнгауз

### Free Your Mind[en]
- Антон Абеле[en]

## Регіональні номінації
Переможців виділено Жирним.

### Найкращий адріатичний виконавець[en]
- Dubioza kolektiv
- Hladno pivo
- Jinx[en]
- Siddharta
- Ван Гог

### Найкращий африканський виконавець[en]
- Chameleone[en]
- D'banj[en]
- Hip Hop Pantsula[en]
- Хуа Калі
- Samini[en]
- Juma Nature[en]

### Найкращий арабський виконавець[en]
- Ненсі Аджрам
- ElissaЕлісса[en]
- Мохамед Хамакі[en]
- Тамер Хосні[en]
- Рашид Аль-Маджед[en]

### Найкращий балтійський виконавець[en]
- Double Faced Eels
- Юрга
- Skamp[en]
- The Sun
- Tribes of the City[en]

### Найкращий данський виконавець[en]
- Dúné[en]
- Nephew[en]
- Suspekt[en]
- Трентемьоллер[en]
- Volbeat

### Найкращий голландський-бельгійський виконавець
- Goose[en]
- Opgezwolle[en]
- Габріель Ріос[en]
- Tiësto
- Within Temptation

### Найкращий фінський виконавець[en]
- HIM
- Арі Койвунен[en]
- Negative[en]
- Nightwish
- Sunrise Avenue

### Найкращий французький виконавець[en]
- Booba[en]
- Fatal Bazooka
- Justice
- Боб Сінклер
- Сопрано

### Найкращий німецький виконавець[en]
- Beatsteaks
- Bushido[en]
- Juli[en]
- Зідо
- Sportfreunde Stiller[en]

### Найкращий угорський виконавець[en]
- Акош[en]
- Heaven Street Seven[en]
- The Idoru[en]
- The Moog[en]
- Neo[en]

### Найкращий італійський виконавець[en]
- Еліза[en]
- J-Ax
- Айрін Ґранді[en]
- Negramaro[en]
- Zero Assoluto[en]

### Найкращий норвезький виконавець[en]
- El Axel
- Karpe Diem[en]
- Lilyjets[en]
- Pleasure[en]
- Александр Віз[en]

### Найкращий польський виконавець[en]
- Моніка Бродка
- Анна Домбровська
- Дода
- Катажина Носовська[en]
- O.S.T.R.

### Найкращий португальський виконавець[en]
- Blasted Mechanism[en]
- Buraka Som Sistema[en]
- Фонзі[en]
- Sam The Kid[en]
- Da Weasel[en]

### Найкращий російський виконавець
- А'Студіо
- Діма Білан
- Сергій Лазарев
- МакSим
- ВІА Гра

### Найкращий румунський виконавець[en]
- Alex
- Activ
- Андреа Беніке
- DJ Project[en]
- Simplu

### Найкращий іспанський виконавець[en]
- Dover
- El Sueño de Morfeo
- La Quinta Estación[en]
- Мала Родрігес[en]
- Violadores del Verso[en]

### Найкращий шведський виконавець[en]
- The Ark (шведський гурт)[en]
- Laakso[en]
- Neverstore[en]
- Тімо Райсанен[en]
- Those Dancing Days[en]

### Найкращий турецький виконавець[en]
- Ceza[en]
- Кенан Догулу[en]
- Сертаб Еренер
- Ніл Караїбрагімгіль[en]
- Teoman

### Найкращий британський-ірландський виконавець
- Arctic Monkeys
- Klaxons
- Muse
- Марк Ронсон
- Емі Вайнгауз

### Найкращий український виконавець
- Esthetic Education
- Гайтана
- Lama
- Океан Ельзи
- ВВ

## Конкурс «Нове звучання Європи»

### Регіональний конкурс
| Нідерланди | Німеччина | Адріатика | Туреччина                                                           | Португалія                                                                | Данія                                                         | Швеція                                                                         | Велика Британія |
| --- | --- | --- | ------------------------------------------------------------------- | ------------------------------------------------------------------------- | ------------------------------------------------------------- | ------------------------------------------------------------------------------ | --- |
| - C-Mon & Kypski - Delain - Федде ле Гранд - Jeckyll & Hyde - Moke                                                                                                | - Culcha Candela - Чакуза - Die Ohrbooten - Itchy Poopzkid - K.I.Z. - Мадсен                                           | - Connect - Дані - Dubioza kolektiv - Elemental - Father - Intruder - Marcelo - Mistakemistake - Svadbas - Tide | - Бедук - DANdadaDAN - Portecho - Suitcase - Yakup                  | - Buraka Som Sistema - Mosh - Mundo Secreto - SP & Wilson - The Vicious 5 | - Alphabeat - Poker - Трентемьоллер - Volbeat                 | - Million Stylez - Neverstore - Säkert! - Салем Аль-Факір                      | - Biffy Clyro - The Enemy - The Fratellis - Кельвін Гарріс - Jamie T - Klaxons - Джеймс Моррісон - Кейт Неш - Марк Ронсон - The View |
| Франція | Іспанія | Норвегія | Фінляндія                                                           | Румунія                                                                   | Польща                                                        | Італія                                                                         | Балтія |
| - Aaron - Абд аль-Малік - Ayo - Шарлотта Генсбур - Jehro - Kaolin - Koxie - Крістоф Мае - Riké - Rose - Sefye - Shy'm - Сопрано - Пітер фон Поль - Крістоф Віллем | - Hanna - Jaula de Grillos - Lantana - Mendetz - Nena Daconte - Sara Da Pin Up - Tulsa - Wonderful Cosmetics - Zodiacs | - 120 Days - Крістель Альсос - Маргарет Бергер - My Midnight Creeps - Сьюзан Сандфьор - Александр Віз           | - Disco Ensemble - Lapko - Lovex - Sturm und Drang - Sunrise Avenue | - DJ Project - Firma - Ганна Леско - Simplu                               | - The Car Is on Fire - Coma - Cool Kids of Death - Hurt - Not | - Симоне Крістічі - Фабрі Фібра - Mondo Marcio - Фабріціо Моро - Zero Assoluto | - Astro'n’Out - Bedwetters - Double Faced Eels - Gravel - No-Big-Silence - Under Marie - Vaidas                                      |

### Міжнародна конкурс
- Bedwetters
- Firma
- Yakup
- Sunrise Avenue — Вибув 28 жовтня
- Крістоф Віллем[en] — Вибув 27 жовтня
- Jaula de Grillos — Вибула 26 жовтня
- Buraka Som Sistema[en] — Вибув 25 жовтня
- Чакуза[en] — Вибув 24 жовтня
- Klaxons — Вибув 23 жовтня (замінено Джеймс Моррісон, тому що він не зміг взяти участь у заході)
- Neverstore[en] — Вибув 22 жовтня
- Zero Assoluto[en] — Вибув 21 жовтня
- Delain — Вибув 20 жовтня
- Дані[en] — Вибула 19 жовтня
- Gravel[en] — Вибув 18 жовтня
- Coma — Вибув 17 жовтня
- Alphabeat[en] — Вибув 16 жовтня
- Александр Віз[en] — Вибув 15 жовтня
- Astro'n'out — Вибув 14 жовтня

## Виступи
| Артист(и)                  | Пісня                            |
| -------------------------- | -------------------------------- |
| Foo Fighters               | The Pretender God Save the Queen |
| Міка                       | Grace Kelly                      |
| Авріл Лавін                | Hot                              |
| My Chemical Romance        | Teenagers                        |
| Емі Вайнгауз               | Back to Black                    |
| will.i.am                  | I Got It From My Mama            |
| Ніколь Шерзінгер will.i.am | Baby Love                        |
| Babyshambles               | Delivery                         |
| Bedwetters                 | Dramatic Letter to Conscience    |
| Tokio Hotel                | Monsoon                          |

## Учасники шоу
- Бенджі Медден[en] та Джоел Медден — оголошення переможця у номінації Найкращий альбом
- Майкл Стайп — оголошення переможця у номінації Artist's Choice[en]
- Льюїс Гамільтон — оголошення переможця у номінації Найкраща пісня
- Алан Ґрін[en] та Майк Інгем[en] — оголошення переможця у номінації Найкраще відео
- Франка Потенте та Серж Танкян — оголошення переможця у номінації Найкращий рок-виконавець
- Дідьє Дрогба та Лілі Коул — оголошення переможця у номінації Найкращий гурт
- Вайклеф Жан та Крейг Девід — оголошення переможця у номінації Найкращий урбан-виконавець[en]
- Джосс Стоун та Пол ван Дайк — оголошення переможця у номінації Найкращий міжнародний виконавець[en]
- Борис Бекер та Єнс Леманн — оголошення переможця у номінації Найкращий гедлайнер
- Джон Гідер — оголошення переможця у номінації Найкращий сольний виконавець
- Snoop Dogg, Алан Ґрін[en] та Майк Інгем[en] — анонс церемонії нагородження